# Silvano Simeon
Silvano Simeon (ur. 27 października 1945 w Visco, zm. 12 grudnia 2010 w Turynie) – włoski lekkoatleta, który specjalizował się w rzucie dyskiem.
Dwukrotny uczestnik igrzysk olimpijskich: Monachium 1972 oraz Montreal 1976. Brązowy medalista uniwersjady w Turynie (1970). Cztery razy w karierze stawał na podium igrzysk śródziemnomorskich. Dziesięciokrotny mistrz Włoch i wielokrotny reprezentant kraju. Ośmiokrotny rekordzista kraju (pierwszy Włoch, który rzucił dyskiem ponad 60 metrów). Rekord życiowy: 65,10 (1976).

## Osiągnięcia
| Rok  | Impreza                          | Miejsce   | Lokata            | Wynik |
| ---- | -------------------------------- | --------- | ----------------- | ----- |
| 1964 | Europejskie igrzyska juniorów    | Warszawa  |                   | NM    |
| 1966 | Mistrzostwa Europy               | Budapeszt | 6. miejsce        | 55,96 |
| 1967 | Igrzyska śródziemnomorskie       | Tunis     | 1. miejsce        | 57,30 |
| 1967 | Półfinał pucharu Europy          | Ostrawa   | 2. miejsce        | 60,52 |
| 1968 | Mecz Polska - Włochy             | Chorzów   | 1. miejsce        | 57,20 |
| 1970 | Mecz Włochy - Polska             | Syrakuzy  | 3. miejsce        | 57,26 |
| 1970 | Uniwersjada                      | Turyn     | 3. miejsce        | 58,22 |
| 1970 | Finał pucharu Europy             | Sztokholm | 6. miejsce        | 58,15 |
| 1971 | Igrzyska śródziemnomorskie       | Izmir     | 1. miejsce        | 57,64 |
| 1972 | Igrzyska olimpijskie             | Monachium | 10. miejsce       | 59,34 |
| 1975 | Igrzyska śródziemnomorskie       | Algier    | 2. miejsce        | 59,52 |
| 1976 | Igrzyska olimpijskie             | Montreal  | el. - 19. miejsce | 59,06 |
| 1977 | Finał pucharu Europy             | Helsinki  | 6. miejsce        | 57,98 |
| 1978 | Mecz Włochy - Hiszpania - Polska | Wenecja   | 3. miejsce        | 60,26 |
| 1979 | Mecz Włochy - Kanada - Polska    | Turyn     | 3. miejsce        | 61,06 |
| 1979 | Igrzyska śródziemnomorskie       | Split     | 3. miejsce        | 55,06 |